# Guglielmo I di Namur
Guglielmo I di Namur, detto il Ricco (in francese Guillaume Ier de Namur, dit le Riche) (1324  – Namur, 1º ottobre 1391), fu marchese di Namur dal 1337 alla sua morte.

## Origine
Secondo la Histoire du comté de Namur, Guglielmo era il figlio maschio quintogenito del Marchese di Namur, Giovanni I e della sua seconda moglie, Maria d'Artois, che, secondo la Continuatio Chronici Guillelmi de Nangiaco, era figlia di Bianca di Bretagna, moglie di Filippo d'Artois.
Giovanni I di Namur secondo la Chronique normande du XIVe siècle, era il figlio primogenito del Conte di Fiandra e Marchese di Namur, Guido I e della sua seconda moglie, la marchesa di Namur, Isabella, che, secondo la Histoire généalogique de la maison royale de Dreux (Paris), Luxembourg, era figlia del conte di Lussemburgo, di La Roche e di Arlon, Enrico V e della moglie, Margherita di Bar (1220 - 1275), che ancora secondo la Histoire généalogique de la maison royale de Dreux (Paris), Luxembourg, era figlia di Enrico II di Bar conte di Bar e di Filippa di Dreux, discendente (pronipote) dal re Luigi VI di Francia, figlia di Roberto II di Dreux e di Yolanda di Coucy.

## Biografia
Suo padre, Giovanni, era al suo secondo matrimonio; dal 1308, secondo la Continuatio Chronici Guillelmi de Nangiaco, in quell'anno era rimasto vedovo della prima moglie, Margherita di Clermont, che, non gli aveva dato figli.
Suo padre, Giovanni I, morì a Parigi, nel 1330; secondo il Nécrologe de l'abbaye de Floreffe, Giovanni (Johannis de Flandria comitis Namurcensis) morì il 10 febbraio (IV Id Feb).
Suo fratello, Giovanni, figlio maschio primogenito, gli succedette come Giovanni II.
Suo fratello, Giovanni II, decise di prendere parte alla guerra contro i popoli idolatri della Prussia, dove non arrivò, poiché morì durante il viaggio, nel mese di aprile del 1335.
Essendo Giovanni II senza discendenza, Guido, maschio secondogenito, gli succedette come Guido II.
Guido fu marchese di Namur per meno di un anno, in quanto, nel mese di marzo del 1336, partecipando ad un torneo subì una ferita che lo condusse alla morte.
Essendo Guido II senza discendenza gli succedette il fratello, Filippo; secondo la Opera diplomatica et historica, tomus primus di Auberti Miraei, Filippo gli succedette, per espressa volontà testamentaria di Guido; in una nota aggiuntiva spiega che Filippo, il quartogenito, gli succedette in quanto il terzogenito, Enrico, era già morto (Henrico jam defuncto).
Sempre la Opera diplomatica et historica, tomus primus di Auberti Miraei, riporta che Filippo avrebbe voluto raggiungere il cognato, Magnus IV Eriksson, monarca del Regno di Svezia, re di Norvegia e re di Skåne, marito di sua sorella Bianca (1316 † 1363), ma che poi preferì recarsi in Terra santa, dove non giunse in quanto decedette a Famagosta nell'isola di Cipro, dove fu sepolto dai francescani; secondo la Histoire du comté de Namur, Filippo, sbarcato a Cipro, ebbe un comportamento inaccettabile tanto che fu massacrato con trenta suoi compagni, dagli abitanti di Famagosta.
A Filippo III succedette Guglielmo, di soli tredici anni.
A soli quindici anni si schierò col re d'Inghilterra, Edoardo III partecipò con ardimento all'assedio di Cambrai all'inizio della guerra dei cento anni.
Grazie ai patrimoni della madre e delle due mogli, Guglielmo acquistò feudi e territori per ingrandire il marchesato di Namur e nonostante i suoi impegni militari, il marchesato di Namur conobbe, durante il suo regno, un periodi di pace, turbato solo nel 1351, con una rivolta dei tessitori, scoppiata in sua assenza, poi domata e i colpevoli in un primo tempo furono condannati all'esilio; ma Guglielmo poi verso la fine del 1352, concesse il perdono.
Guglielmo favorì lo sviluppo dell'industria mineraria e della lavorazione del metallo e modernizzò la legislazione per favorire i commerci.
La situazione finanziaria però non era florida: nel 1356, sua madre, Maria, secondo il documento nº 74 del Cartulaire de la commune de Namur, tome II dovette garantire per un prestito ricevuto da Guglielmo, e, con secondo documento, il nº 75, Guglielmo riconosce di aver ricevuto la somma di 6.000 fiorini.
Nel 1359 però, a causa dei debiti, la sua terza moglie, Caterina di Savoia-Vaud, dovette vendere al conte Amedeo VI di Savoia ogni suo diritto sul Vaud, per una cifra di 160.000 fiorini d'oro.
Il 18 gennaio 1362 ricevette dall'Imperatore Carlo IV il vassallaggio diretto dall'Impero e non più tramite lo Hainaut, rinnovando poi l'omaggio al nuovo imperatore, Venceslao di Lussemburgo, nel 1388.
Negli ultimi anni si dedicò a rinforzare le difese e a ripristinare il castello di Namur.
Guglielmo I, dopo una vita passata a combattere si spense serenamente nel suo letto, a Namur, il 1º ottobre 1391 e fu tumulato presso la chiesa dei Francescani di Namur.
Gli succedette il figlio maschio primogenito, Guglielmo, come Guglielmo II.

## Matrimoni e discendenza
Il 13 febbraio 1348 Guglielmo aveva sposato, in prime nozze, Giovanna di Beaumont (1323 - 1350), contessa di Soissons, figlia di Giovanni di Beaumont (1288 - 1356) e di Margherita di Soissons, contessa de Soissons, dalla quale ebbe un solo figlio, di cui non ci è pervenuto il nome: 
- figlio, deceduto in tenera età.

Rimasto vedovo, Guglielmo, nel marzo del 1352, sposò, in seconde nozze, la Baronessa del Vaud, Caterina di Savoia-Vaud, figlia del Barone di Vaud, Luigi II (Luigi era citato come suo erede nel suo testamento del padre) e della moglie, Isabella di Châlon, che secondo la Histoire généalogique des ducs de Bourgogne de la maison de France era figlia di Giovanni I di Châlons (1259 † 1316), signore d'Arlay e di Margherita († dopo il 1300), figlia del Duca di Borgogna e re titolare di Tessalonica, Ugo IV di Borgogna e della sua seconda moglie Beatrice di Champagne.
Caterina era al suo terzo matrimonio, avendo sposato, in prime nozze, il 1º ottobre 1330, il Signore di Milano, Azzone Visconti (al quale non diede figli), che, secondo il Rerum Italicarum scriptores, era figlio del Signore di Milano e vicario imperiale, Galeazzo I e di Beatrice d'Este, ed, in seconde nozze, secondo la Chronique des comtes d’Eu, nell'ottobre del 1340, il Connestabile di Francia, conte di Eu e di Guînes, Rodolfo II di Brienne (al quale non diede figli), figlio di Rodolfo II di Brienne e Giovanna di Mello.Guglielmo da Caterina ebbe tre figli:
- Guglielmo (1355 - † 1418), conte di Namur[31]
- Giovanni ( † 1º marzo 1429), conte di Namur[32]
- Maria († 11 agosto 1412), andata sposa nel 1370 a Guido II di Blois-Châtillon († 1397), Conte di Blois di Dunois e di Soissons e Signore d'Avesnes, poi nel 1405, a Pietro di Brabante, signore di Landreville, ammiraglio di Francia († 1428).

## Ascendenza
|                         |                     |                          | Genitori                      |  |  | Nonni |  |  | Bisnonni                  |  |  | Trisnonni           |  |
|                         |                     |                          |                               |  |  |       |  |  | Guglielmo II di Dampierre |  |  | Guy II di Dampierre |  |
|                         |                     |                          |                               |  |  |       |  |  | Guglielmo II di Dampierre |  |  | Guy II di Dampierre |  |
|                         |                     | Matilde I di Borbone     |                               |  |  |       |  |  | Guglielmo II di Dampierre |  |  |                     |  |
| Guido di Dampierre      |                     |                          |                               |  |  |       |  |  | Guglielmo II di Dampierre |  |  |                     |  |
|                         |                     | Margherita II di Fiandra | Baldovino I di Costantinopoli |  |  |       |  |  |                           |  |  |                     |  |
|                         |                     | Margherita II di Fiandra | Baldovino I di Costantinopoli |  |  |       |  |  |                           |  |  |                     |  |
|                         |                     | Margherita II di Fiandra | Maria di Champagne            |  |  |       |  |  |                           |  |  |                     |  |
| Giovanni I di Namur     |                     | Margherita II di Fiandra |                               |  |  |       |  |  |                           |  |  |                     |  |
|                         |                     | Enrico V di Lussemburgo  | Valerano III di Limburgo      |  |  |       |  |  |                           |  |  |                     |  |
|                         |                     | Enrico V di Lussemburgo  | Valerano III di Limburgo      |  |  |       |  |  |                           |  |  |                     |  |
|                         |                     | Enrico V di Lussemburgo  | Ermesinda di Lussemburgo      |  |  |       |  |  |                           |  |  |                     |  |
| Isabella di Lussemburgo |                     | Enrico V di Lussemburgo  |                               |  |  |       |  |  |                           |  |  |                     |  |
|                         |                     | Margherita di Bar        | Enrico II di Bar              |  |  |       |  |  |                           |  |  |                     |  |
|                         |                     | Margherita di Bar        | Enrico II di Bar              |  |  |       |  |  |                           |  |  |                     |  |
|                         |                     | Margherita di Bar        | Filippa di Dreux              |  |  |       |  |  |                           |  |  |                     |  |
| Guglielmo I di Namur    |                     | Margherita di Bar        |                               |  |  |       |  |  |                           |  |  |                     |  |
|                         | Roberto II d'Artois | Roberto I d'Artois       |                               |  |  |       |  |  |                           |  |  |                     |  |
|                         | Roberto II d'Artois | Roberto I d'Artois       |                               |  |  |       |  |  |                           |  |  |                     |  |
|                         | Roberto II d'Artois | Matilde di Brabante      |                               |  |  |       |  |  |                           |  |  |                     |  |
| Filippo d'Artois        | Roberto II d'Artois |                          |                               |  |  |       |  |  |                           |  |  |                     |  |
|                         |                     | Amicie di Courtenay      | Pietro di Courtenay           |  |  |       |  |  |                           |  |  |                     |  |
|                         |                     | Amicie di Courtenay      | Pietro di Courtenay           |  |  |       |  |  |                           |  |  |                     |  |
|                         |                     | Amicie di Courtenay      | Patronilla di Joigny          |  |  |       |  |  |                           |  |  |                     |  |
| Maria d'Artois          |                     | Amicie di Courtenay      |                               |  |  |       |  |  |                           |  |  |                     |  |
|                         |                     | Giovanni II di Bretagna  | Giovanni I di Bretagna        |  |  |       |  |  |                           |  |  |                     |  |
|                         |                     | Giovanni II di Bretagna  | Giovanni I di Bretagna        |  |  |       |  |  |                           |  |  |                     |  |
|                         |                     | Giovanni II di Bretagna  | Bianca di Navarra             |  |  |       |  |  |                           |  |  |                     |  |
| Bianca di Bretagna      |                     | Giovanni II di Bretagna  |                               |  |  |       |  |  |                           |  |  |                     |  |
|                         |                     | Beatrice d'Inghilterra   | Enrico III d'Inghilterra      |  |  |       |  |  |                           |  |  |                     |  |
|                         |                     | Beatrice d'Inghilterra   | Enrico III d'Inghilterra      |  |  |       |  |  |                           |  |  |                     |  |
|                         |                     | Beatrice d'Inghilterra   | Eleonora di Provenza          |  |  |       |  |  |                           |  |  |                     |  |
|                         |                     | Beatrice d'Inghilterra   |                               |  |  |       |  |  |                           |  |  |                     |  |

### Letteratura storiografica
- (FR)  Histoire généalogique des ducs de Bourgogne de la maison de France
- (FR)  Histoire du comté de Namur
- (FR)  Histoire généalogique de la maison royale de Dreux (Paris), Luxembourg.
- (FR)  Chronique normande du XIVe siècle.
- (FR)  Général baron Guillaume,  Guillaume II, Académie royale de Belgique, Biographie nationale, vol. 8, Bruxelles, 1885, pp. 472–474
- (IT)  Sezione Corte -> Testamenti de' sovrani, e principi della Real Casa di Savoia in Materie politiche per rapporto all'interno (Inventario n. 104) -> Testamenti -> Mazzo 1.4 Archiviato il 18 ottobre 2021 in Internet Archive.